# Dindica owadai
Dindica owadai är en fjärilsart som beskrevs av Inoue 1990. Dindica owadai ingår i släktet Dindica och familjen mätare. Inga underarter finns listade i Catalogue of Life.